# Alan McElroy
Alan B. McElroy (Cleveland, ottobre 1960) è uno sceneggiatore, produttore cinematografico e regista statunitense.
Noto per le sue collaborazioni con Todd McFarlane nel franchise di Spawn, ha sceneggiato inoltre film horror come Halloween 4 - Il ritorno di Michael Myers e Wrong Turn.
Ha sceneggiato anche una puntata della serie televisiva Star Trek: Discovery .